# Danielle Haim
Danielle Haim est une autrice-compositrice-interprète et guitariste américaine, née le 16 février 1989 à Los Angeles. Elle est notamment membre du groupe Haim, avec ses deux sœurs, Este (en) et Alana.

## Enfance
Danielle Sari Haim naît le 16 février 1989 à Los Angeles.
Ses parents sont musiciens. Son père, Mordechai Haim (en), dit Moti, est un ancien footballeur israélien ayant joué pour le Maccabi Jaffa F.C.. Il est également batteur. Sa mère, Donna, grandit à Philadelphie et remporte un concours sur The Gong Show, un jeu télévisé américain, pour avoir chanté une chanson de Bonnie Raitt. Elle donne des cours de guitare et, lorsqu'elle rencontre son mari, ils fondent tous les deux un groupe de musique. A la séparation du groupe, ils décident d'en former un nouveau avec leurs trois filles : Este Arielle, Danielle Sari et Alana Mychal. Le groupe s'appelle Rockinhaim et les trois sœurs jouent des reprises de chansons des années 50, 60 et 70. Tous deux sont aujourd'hui agents immobiliers au sein de leur propre entreprise.

## Carrière

### Débuts
Au sein du groupe Rockinhaim, composé de ses parents et de ses trois sœurs, Danielle Haim joue de la guitare. Puis, après un spectacle donné à proximité de Sherman Oaks, elle est invitée avec sa sœur aînée, Este Haim, à rejoindre un groupe pop appelé les Valli Girls. Elles signent avec Sony Records en 2004. Danielle reçoit également un contrat d'approbation de produit des guitares Gibson. Les Valli Girls chantent notamment la chanson thème de la série américaine de dessins animés Trollz et leur titre Always There in You est présenté sur la bande originale du film The Sisterhood of the Travelling Pants en 2005. Néanmoins, les deux sœurs décident de rompre leur contrat avec le groupe peu de temps après une apparition aux Nickelodeon's Kids Choice Awards 2005.
En 2009 et 2010, Danielle Haim tourne avec Jenny Lewis et Julian Casablancas, et joue brièvement de la guitare pour CeeLo Green. Elle est présentée à Jenny Lewis grâce à un ami commun le 4 juillet 2008 lors d'une soirée où les deux sœurs ont l'occasion de jouer de la basse et de la batterie. Privée de son batteur une semaine avant sa tournée, Jenny Lewis demandera à Danielle Haim de le remplacer, avant de l'inviter cette fois-ci en tant que guitariste pour une deuxième tournée, à laquelle assistera Julian Casablancas. Ce dernier lui demandera ensuite de faire partie de son groupe de tournée et Danielle Haim apparaîtra dans le clip officiel de la chanson 11th Dimension. Mais, lors de ces tournées, elle réalise qu'elle préférerait jouer sur scène avec ses sœurs. Après deux ans sur la route avec d'autres groupes, Danielle Haim décide donc de rentrer pour former un groupe de musique avec Este et Alana Haim, appelé Haim. 

### Haim
Le groupe Haim sort un EP intitulé Forever en 2012. Il apparait dans de nombreux festivals de musique, attirant l'attention de Jay-Z. Le groupe signe ensuite avec Roc Nation et est l'un des artistes vedettes du festival Made in America de Jay Z. 
Haim sort son premier album studio intitulé Days Are Gone en septembre 2013. En juillet 2017, le deuxième album studio du groupe, Something to Tell You, est publié. Il reçoit des critiques positives. Le troisième, Women in Music Pt.III, sort en juin 2020 et est acclamé par la critique. Sur Metacritic, qui attribue une note moyenne pondérée sur 100 en fonction des critiques des publications grand public, l'album reçoit une note moyenne de 89. L'album est également choisi par la critique du New York Times. Il figure aussi sur la liste Best New Music de Pitchfork. Il reçoit enfin des nominations pour l'album de l'année et la meilleure performance rock aux 63èmes Grammy Awards en 2021.  

### Autres collaborations
En août 2014, Danielle Haim rejoint The Killers en tant que batteuse pour une chanson lors d'un concert à San Francisco. Le chanteur principal du groupe, Brandon Flowers, déclare à la foule que Danielle Haim est « une sacrée batteuse ».

## Talents artistiques
Danielle Haim est la chanteuse et guitariste principale du groupe Haim. Les trois membres du groupe chantent et jouent néanmoins de plusieurs instruments. Danielle Haim joue ainsi également du piano et de la batterie,. C'est d'ailleurs elle qui joue de la batterie pour les enregistrements de studio du groupe.  Au niveau vocal, Danielle Haim est une alto.  

## Prises de position
Danielle Haim a publiquement condamné le sexisme que ses sœurs et elle subissent en tant que musiciennes rock.  Elle estime que leurs efforts musicaux sont souvent rejetés et ignorés par la communauté rock parce qu'elles ne se prennent « pas toujours au sérieux » et qu'elles font « des chorégraphies dans leurs vidéoclips ». Elle estime également qu'« il n'y a pas d'égalité des chances » entre les hommes et les femmes dans ce métier. En 2017, le groupe a par exemple limogé son agent de réservation en découvrant qu'il avait été dix fois moins payé qu'un artiste masculin lors de sa participation au Latitude Festival,.  

## Vie privée
Au début des années 2010, Danielle Haim a une relation avec le musicien Blake Mills.  Elle est actuellement avec le producteur Ariel Rechtshaid, qui a également produit les trois albums de Haim. Le premier single du troisième disque de Haim, Summer Girl, a été écrit pour Ariel Rechtshaid après qu'on lui a diagnostiqué un cancer. 

## Critiques
A l'écoute de Days Are Gone (2013), Heather Phares de AllMusic considère la voix de Danielle Haim comme étant distinctive « par rapport aux voix fines de tant de pop stars des années 2010 », la décrivant comme une chanteuse « remarquablement polyvalente ».  Le contributeur de Pop Break, Jason Kundrath, décrit Danielle Haim comme maîtrisant « parfaitement son alto grave, empilant ses syllabes les unes à côté des autres et utilisant chacune d'entre elles de manière percussive pour créer des accroches rythmiques en plus de ses mélodies de qualité ».  Le critique musical de la BBC, Mark Savage, voit Danielle Haim comme « le Mick Jagger honoraire de Haim », établissant des similitudes entre leur musicalité, leurs styles de performance et leur apparence physique, notamment grâce à ses tournées avec Jenny Lewis et Julian Casablancas.   
A la sortie de l'album Something To Tell You, Spencer Kornhaber de The Atlantic observe que l'artiste « décompose les mots en un groupe d'onomatopées prononcées à grande vitesse, faisant des phrases sonner comme des virelangues même sans allitération ». En 2018, la critique musicale de The Guardian, Kitty Empire, considère de son côté que l'absence de la voix de Danielle Haim alors malade lors d'un concert était perturbante en tant qu'auditeur, estimant qu'elle « a une gravité qui manque à ses deux sœurs ».  
Plusieurs intervieweurs et publications citent Danielle Haim comme étant la plus silencieuse et la plus réservée du groupe,. Melena Ryzik du New York Times la décrit ainsi comme « la plus précise et la plus sérieuse du groupe ».  Danielle Haim elle-même admet être une personne timide qui  « sor[t] de [sa] coquille sur scène »,  une observation partagée en 2017 par Emma Snook de DIY,.   

## Discographie

### Avec Haim
- Women in Music Pt.III, HAIM, 2020[19]
- Something To Tell You, HAIM, 2017[16]
- Days Are Gone, HAIM, 2013[15]
- Forever, HAIM, 2012[13]

### Avec d’autres groupes
- (avec Haim) Caer, Twin Shadow, 2018[39]
- (avec Haim) Lady Bird (bande originale), 2018[40]
- Cuckoolander Cuckoolander, 2017[41]
- (avec Haim) Songs of Experience, U2, 2017[42]

### En tant qu'invitée
- Father of the Bride, Vampire Weekend, 2019[43],[44]
- (avec Haim) Chaosmosis, Primal  Scream, 2016[45]
- (avec Haim) Evil Friends, Portugal. The Man, 2013[46]